# Buena Vista Social Club (álbum)
Buena Vista Social Club es el álbum de estudio debut y único de la agrupación de cantantes Buena Vista Social Club lanzado el 16 de septiembre de 1997 por los sellos discográficos World Circuit junto a Nonesuch.
El álbum fue grabado en marzo de 1996 y publicado el 16 de septiembre de 1997 por medio de la compañía World Circuit Records. Cooder fue el encargado de producir el álbum, viajando a Cuba para grabar sesiones con los músicos.
Buena Vista Social Club es el primer y único álbum de la agrupación cubana homónima. Fue lanzado el 16 de septiembre de 1997, siendo grabado en sólo seis días. El disco recopila canciones que con el paso del tiempo se han convertidos en clásicos estándar de los géneros típicos latinos. Tales como «Chan Chan» o «El Cuarto de Tula».
El lanzamiento del álbum fue seguido por una breve gira de conciertos en Ámsterdam y el Carnegie Hall de Nueva York en 1998. Imágenes de estas fechas, junto con las sesiones de grabación en La Habana, se mostraron en el documental Buena Vista Social Club de Wim Wenders, lanzado en 1999.
Buena Vista Social Club fue grabado en paralelo con A toda Cuba le gusta por Afro-Cuban All Stars, un proyecto similar también promovido por el ejecutivo de World Circuit Nick Gold y que presenta en gran parte la misma alineación. A diferencia de A toda Cuba le gusta, que se concibió como un renacimiento del conjunto de son, Buena Vista Social Club pretendía traer de vuelta la trova y el filín tradicionales, una versión más suave del son y el bolero cubano, así como el danzón.
A pesar de no haber lanzado ningún sencillo oficial, el álbum resultó ser un éxito comercial y crítico, recibiendo múltiples certificaciones en numerosos países desde su lanzamiento en 1997 como en Estados Unidos en donde fue certificado platino por la Asociación de la Industria Discográfica de los Estados Unidos, por haber vendido lo equivalente a 1.000.000, aunque se estima que sus ventas sean de 1,9 millones de copias. También recibió la certificación de platino en países como Reino Unido, Argentina, Canadá. Mientras que en Países Bajos o Austria recibió la doble certificación y en Bélgica y Suiza ha recibido la triple certificación de platino. Se estima que se han vendido alrededor del mundo un total de 8.000.000 de copias certificadas desde su lanzamiento, convirtiéndose en uno de los álbumes en español más vendidos de todos los tiempos, sólo superado por Dreaming of You (1995), de Selena.
Internacionalmente el disco consiguió posicionarse en un total de catorce territorios en los cuales consiguió encabezar la lista de éxitos de Alemania, llegó al top 10 en países como Bélgica, Portugal o Suiza y consiguió estar entre los primeros treinta en 2021 en España consiguiendo debutar en la vigésimo quinta casilla de la lista.
En cuanto a la crítica, el álbum recibió críticas generalmente positivas, la revista Rolling Stone calificó al álbum con cuatro Estrellas sobre cinco. Vibe Magazine le dio la clasificación «Favorable» en su reseña y AllMusic le dio a Buena Vista Social Club cinco estrellas sobre cinco siendo el álbum mejor calificado del año.
En 2022 año de coincidencia de su vigésimo quinto aniversario fue reservado e enviados al Registro Nacional de Grabaciones por la Biblioteca del congreso de Estados Unidos a conservar con la categoría Histórico-cultural o significativamente estético.
En 2003 la revista Rolling Stone público una lista de los álbumes más grandes de todos los tiempos, figurando en la casilla 260 de 500, la grabación es uno de los dos únicos álbumes en la lista que fueron producidos en un país en cuyo idioma nativo no es el Inglés. El disco también figura en el conteo del libro 1001 álbumes que debes de escuchar antes de morir.

## Historia

### Antecedentes

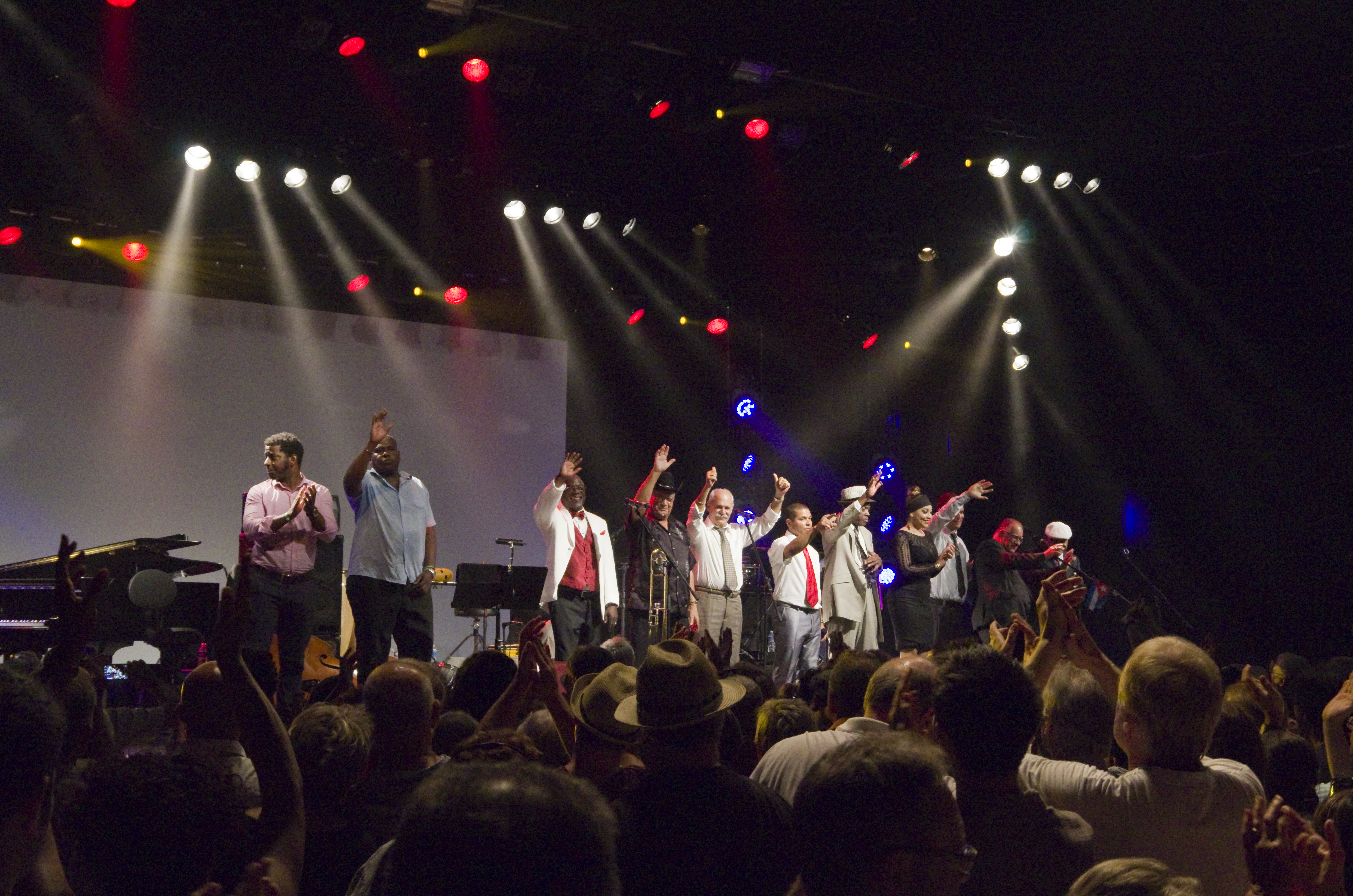
Miembros de Buena Vista Social Club en Alemania, 2015.

Buenavista era el nombre de un club social para músicos negros, ubicado en el barrio Buenavista de La Habana, Cuba, que cobró popularidad entre los años 1940 y 1950, y que reunía a músicos que compartían y practicaban el baile y la música. Era exclusivo para sus miembros. Fue fundado en 1932 en la calle Consulado y Pasaje. Por la falta de espacio, pues era bastante concurrido, el club se mudó a la calle 4610 en la Avenida 31, en el barrio Marianao.
Como toda Cuba, el club era segregacionista, y allí se reunían los obreros negros del país. El club cerró luego de que llegó al poder Fidel Castro y la revolución cubana. Poco después de la Revolución, en 1962, los clubes empezaron a cerrar para estandarizar los movimientos culturales del país.
Los músicos que grabaron el álbum, eran miembros del Club y tocaban regularmente allí. Muchos de ellos, los más veteranos, como Compay Segundo, Ibrahim Ferrer, Eliades Ochoa u Omara Portuondo entre otros, eran ya conocidos no solo en Cuba, sino que también lo eran a nivel internacional. Otros músicos, más jóvenes, se inspiraron en las raíces de la música prerrevolucionaria Cubana, famosa en La Habana en los años 50.

### Grabación
En 1996, el guitarrista americano Ry Cooder había visitado La Habana por el británico músico y productor Nick Gold de World Circuit Records para grabar una sesión en donde dos músicos traídos de Mali colaboraron con músicos cubanos. En la llegada de Cooder a Cuba a través de México para evitar los embargos de viaje dados en la época por parte de Estados Unidos a Cuba se reveló que los músicos de África no habían recibido su visado y no podían viajar a La Habana. Entonces, Cooder junto Gold cambiaron de idea y decidieron grabar un disco de música cubana con los músicos locales.
Tras sólo tres días desde el desde el plan para el disco, Cooder, Gold y Marcos habían organizado un gran grupo de artistas y comenzaron con las sesiones de grabación comenzando en los Estudios EGREM, anteriormente perteneciente al sello RCA Records.
Las comunicaciones entre los hispanohablantes y los angloparlantes en estudio se daban a través de un intérprete, aunque Cooder comentó que «Los músicos se entienden a través de otras cosas que el habla».

## Recepción

### Comercial

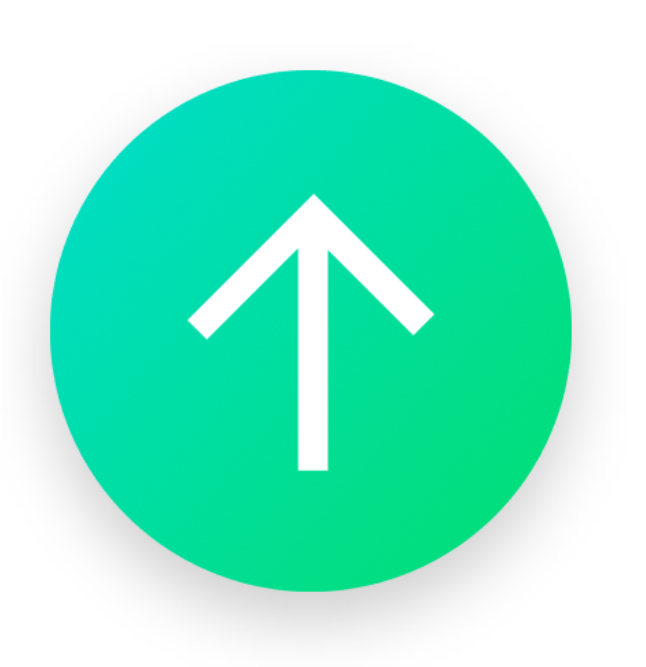
Buena Vista Social Club consiguió su mejor posición en su semana decimocuarta cuando se posicionó en el escaño número 80 del Billboard 200.

Buena Vista Social Club fue lanzado el 16 de septiembre de 1997, principalmente recibiendo una recepción comercial nula, sin embargo, con el paso del tiempo el álbum recibió un auge comercial en gran medida gracias a que se convirtió en un éxito de boca a boca lo cual llevó al disco a posicionarse brevemente en la lista de álbumes Billboard 200 de Estados Unidos, llegando a la posición número ochenta en su decimocuarta semana en lista casi dos años más tarde de su lanzamiento, siendo esta la mejor posición obtenida por el álbum en dicho territorio.
Además de su buen recibimiento en listas el álbum fue certificado como disco de platino por la Recording Industry Association of America por vender lo equivalente a 1.000.000 de copias en los estados. Aunque fuentes afirman que su número real ronda los dos millones de copias vendidas desde su lanzamiento.
Internacionalmente, el disco logró posicionarse en el escaño 44 del UK Albums Chart. Además de lograr posicionarse en un total de catorce territorios a lo largo del tiempo desde su lanzamiento en los cuales consiguió encabezar la lista de éxitos de álbumes en Alemania, llegar al top 10 como en las de Portugal, Suiza y Australia. Entre otros, en España el disco consiguió la posición número 24 en la lista de álbumes de Promusicae. Aunque en la de vinilos el disco reflejo más éxito, consiguiendo llegar a la cuarta posición del conteo además de permanecer en un conjunto mayor a un año en listas.
En Bélgica, Buena Vista Social Club reentró en 2015 a las listas de éxitos de Ultratop Flanders acabando con una posición anual en el escaño de 126, en el siguiente año, el álbum había continuado en la lista para subir al 102 de la posición anual del siguiente año, el álbum continuaría en las listas de ventas hasta que dos años más tarde conseguiría su posición anual más elevada en el puesto 86 del conteo. El álbum es el álbum en Español en Bélgica que más tiempo remanente en la lista además de ser uno de los álbumes que más permanencia tienen en la lista desde que se publica la lista.
España es otro de los países en los que el disco ha tend permanencia, sobre todo en la lista Top 100 Vinilos la cual ha conseguido tener una permanencia de más de un año y ha ingresado al top 5, teniendo como mejor posición el puesto número cuatro.
Hispanoamérica ha sido también una de las regiones que más ha acogido al álbum, vendiendo 6 millones de copias estimadas en toda la región.
Su éxito fue tal que, el material incluido en el álbum apareció más tarde en el documental homónimo, que fue publicado en 1999.

### Crítica
El proyecto resultó en un éxito en críticas mayoritariamente favorables, con una media elevada de buenas puntuaciones dadas por sitios notables tales como Rolling Stone, AllMusic, Entertainment Weekly o la revista Vibe Magazine son los que entre otros alabaron al álbum tanto por su producción como por contexto e historia, además de naturalidad de la grabación y riqueza melódica que representan a la música más folclórica de la isla Cubana. 
Entertainment Weekly, en su reseña a Buena Vista Social Club le otorgó la reseña de B+ (lo equivalente a un 9,5 en España) siendo altamente favorable, añadiendo, la espontánea banda Buena Vista Social Club fue reunida por el guitarrista legendario Ry Cooder durante un viaje a La Habana, Cooder reunió a alguno de los mejores artistas cubanos incluyendo al guitarrista veterano Compay Segundo y al pianista Rubén González y grabó en un amplio rango de estilos tanto modernos como de antaño en el disco. Los ritmos varían pero el gentil y llamativo sonido trae gozo con calor.
AllMusic le dio la puntuación máxima de cinco Estrellas sobre cinco con un comentario de crítica muy positivo dado por Steve McMullen el cual añadió :

“Todas estas canciones fueron grabadas en vivo - algunas incluso en los pequeños pisos de los músicos - y suenan increíblemente profundas y ricas, algo que no podría haber sido posible pues se habría perdido con la grabación digital y con el sobredoblaje. Cooder trajo la cantidad justa y necesaria de reverencia a este material, y así se muestra en la producción, instrumentaria y las letras detallas. Si usted está interesado en comprar un álbum de música cubana, Buena Vista Social Club es el indicado.
-McMullen para AllMusic

Además de explicar un poco de la historia de álbum de la reseña y de hacer referencias a su composición marca al estilo del álbum como favorable. En las valoraciones de los usuarios de la dicha plataforma la calificación fue la misma, recibiendo las cinco de cinco estrellas de una media de 806 valoraciones, siendo uno de los pocos álbumes de la plataforma que goza de tal alta recepción crítica de los cuales los comentarios son los propios usuarios recomendado el disco y reconociendo el mérito de la producción y realzando su característica tan única.
La revista Rolling Stone halagó a Ry Cooder, productor del álbum su trabajo en Buena Vista Social Club, nominánolo como una sensación cósmica de una rara e inconvencional belleza. Reseñando al disco con cuatro sobre cinco estrellas. En la crítica también se añadió : 

En Buena Vista Social Club, Cooder buscaba temas de antaño, canciones con historia que han ido de generación en generación, sonidos y ritmos que fueron populares antes de que la revolución se convirtiese en el brillo de los ojos de Fidel Castro. Reclamando de primeras el sentimiento de los sextetos cubanos, Cooder reunió un grupo de semiretirados y activos artistas incluyendo maravillosos vocalistas tales como Compay Segundo e Ibrahim Ferrer para revivir a las baladas de mal de amores. Sonidos patrióticos y basados del son gentilmente bailables escuchados en los escondidos salones de La Habana de los 1920s.
-Rolling Stone

## Lista de canciones y formatos

### Formatos: CD,streamingy descarga digital
| N.º                  | Título                    | Escritor(es)           | Duración |  |
| 1.                   | «Chan Chan»               | Compay Segundo         | 4:16     |  |
| 2.                   | «De camino a la vereda»   | Ibrahim Ferrer         | 5:03     |  |
| 3.                   | «El Cuarto de Tula»       | Sergio González Siaba  | 7:27     |  |
| 4.                   | «Pueblo Nuevo»            |                        | 6:05     |  |
| 5.                   | «Dos Gardenias»           | Isolina Carrillo       | 3:02     |  |
| 6.                   | «¿Y Tú Qué Has Hecho?»    | Eusebio Delfín         | 3:13     |  |
| 7.                   | «Veinte Años»             | María Teresa Vera      | 3:29     |  |
| 8.                   | «El carretero»            | Guillermo Portabales   | 3:28     |  |
| 9.                   | «Candela»                 | Faustino Oramas        | 4:27     |  |
| 10.                  | «Amor de Loca Juventud»   | Rafael Ortiz           | 3:21     |  |
| 11.                  | «Orgullecida»             | Eliseo Silveira        | 3:18     |  |
| 12.                  | «Murmullo»                | Electo "Chepin" Rosell | 3:50     |  |
| 13.                  | «Buena Vista Social Club» | Israel "Cachao" López  | 4:50     |  |
| 14.                  | «La Bayamesa»             | Sindo Garay            | 2:54     |  |
| Duración total 60:00 |                           |                        |          |  |

### Formato en vinilo
Disco 1 : Lado A

| N.º | Título                  | Escritor(es)          | Duración |  |
| 1.  | «Chan Chan»             | Compay Segundo        | 4:16     |  |
| 2.  | «De camino a la vereda» | Ibrahim Ferrer        | 5:03     |  |
| 3.  | «El Cuarto de Tula»     | Sergio González Siaba | 7:27     |  |

Disco 1 : Lado B

| N.º | Título                 | escritor(es)     | Duración |  |
| 4.  | «Pueblo Nuevo»         |                  | 6:05     |  |
| 5.  | «Dos Gardenias»        | Isolina Carrillo | 3:02     |  |
| 6.  | «¿Y Tú Qué Has Hecho?» | Eusebio Delfín   | 3:13     |  |

Disco 2 : Lado A

| N.º | Título                  | escritor(es)         | Duración |  |
| 7.  | «Veinte Años»           | María Teresa Vera    | 3:29     |  |
| 8.  | «El carretero»          | Guillermo Portabales | 3:28     |  |
| 9.  | «Candela»               | Faustino Oramas      | 4:27     |  |
| 10. | «Amor de Loca Juventud» | Rafael Ortiz         | 3:21     |  |

Disco 2 : Lado B

| N.º | Título                    | escritor(es)           | Duración |  |
| 11. | «Orgullecida»             | Eliseo Silveira        | 3:18     |  |
| 12. | «Murmullo»                | Electo "Chepin" Rosell | 3:50     |  |
| 13. | «Buena Vista Social Club» | Israel "Cachao" López  | 4:50     |  |
| 14. | «La Bayamesa»             | Sindo Garay            | 2:54     |  |

## Posicionamiento en listas
| País           | Lista                      | M. Posición | Ref.    |
| América        | América                    | América     | América |
| -------------- | -------------------------- | ----------- | ------- |
| Estados Unidos | Billboard 200              | 80          | [ 32 ]  |
| Europa         |                            |             |         |
| Austria        | Ö3 Austria Top 40          | 10          | [ 33 ]  |
| Alemania       | Offizielle Top 100         | 1           | [ 34 ]  |
| Bélgica        | Ultratop 200               | 11          | [ 35 ]  |
| Bélgica        | Ultratop 200               | 16          | [ 36 ]  |
| España         | Promusicae Top 100 Álbumes | 24          | [ 37 ]  |
| España         | Promusicae Top 100 Vinilos | 4           | [ 38 ]  |
| Francia        | SNEP                       | 8           | [ 39 ]  |
| Irlanda        | OCC                        | 27          | [ 40 ]  |
| Italia         | FIMI                       | 26          | [ 41 ]  |
| Países Bajos   | Dutch Albums Top 100       | 7           | [ 42 ]  |
| Portugal       | AFP                        | 4           | [ 43 ]  |
| Reino Unido    | OCC                        | 44          | [ 44 ]  |
| Suecia         | Sverigetopplistan          | 26          | [ 45 ]  |
| Suiza          | Schweizer Hitparade        | 7           | [ 46 ]  |
| Oceanía        |                            |             |         |
| Australia      | ARIA Albums                | 6           | [ 47 ]  |